# Biografielijst Lv

## Lvo
- Aleksandr Lvov (1972), Russisch autocoureur
- Georgi Lvov (1861-1925), Russisch prins en politicus